# 업워크
업워크(Upwork)는 기업과 프리랜서 전문가들이 소통하고 원격으로 협력하는 글로벌 프리랜서 플랫폼이다. 2015년 Elance-oDesk는 Upwork로 새로운 명칭으로 변경되었다. 캘리포니아의 마운티뷰와 샌프란시스코를 기반으로 한다. Upwork Global Inc가 공식적인 명칭이다.
Upwork는 1천 2백만명의 등록된 프리랜서와 5백명의 등록된 고객을 보유하고 있다. 3백만 업무가 매년 등록이 되고, 총 10억 달러의 매출을 올린다. Fiverr과 함께 가장 큰 프리랜서 시장 중 하나로 자리매김하는 중이다.

## 역사
Elance는 1999년 Beerud Sheth와 Srini Anumolu에 의해 설립되었다. oDesk는 2003년 Odysseas Tsatalos와 Stratis Karamanlakis에 의해 설립되었다.
Upwork는 Elance와 oDesk가 2013년 12월 18일 Elance-oDesk를 만들기 위한 합병을 발표한지 18개월 후 설립이 되었다. Upwork의 출시와 함께 oDesk 플랫폼은 업그레이드 되었고 브랜드 명칭을 변경하고 회사는 Elance 플랫폼이 수년내에 단계적으로 철수하여 단일 프리랜스 시장을 만들 것이라고 발표하였다.
2017년 3월 기준으로 180개국 1,400만 사용자의 연간 프리랜싱 매출이 10억 달러로 보고되었다. 1999년 설립된 이 회사는 10개의 비공개 기업투자 펀드를 통해 총 168만 달러를 모았다.